# Alfred Deller

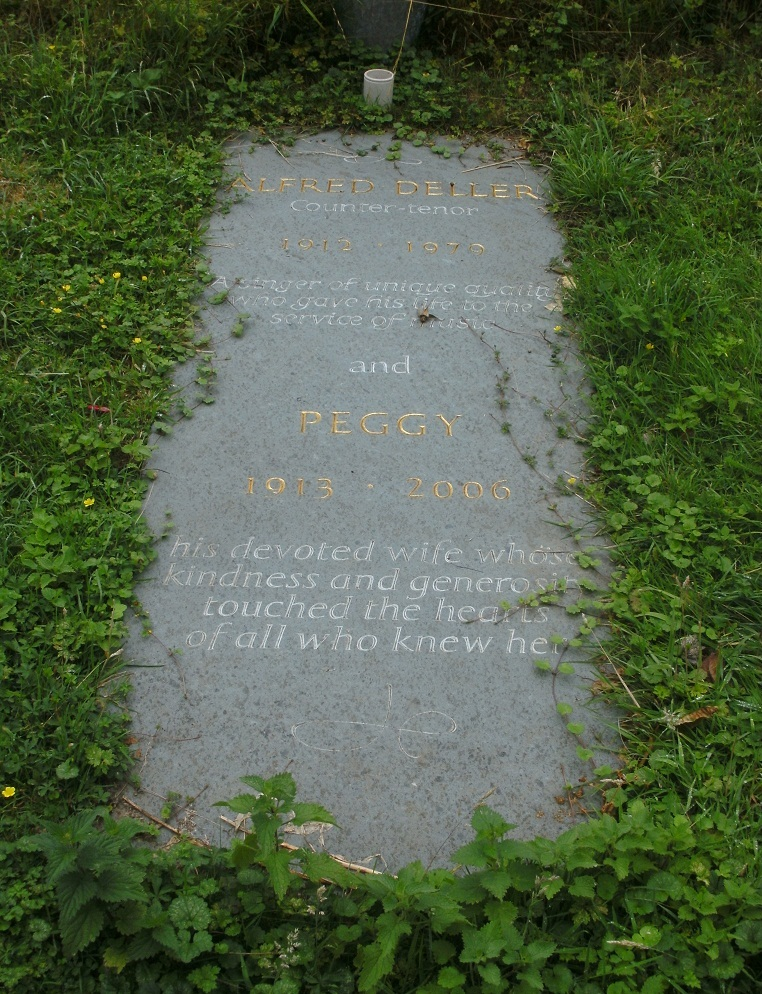
Ngôi mộ của Alfred Deller tại Nhà thờ All Saints, Boughton Aluph

Alfred George Deller (31 tháng 5 năm 1912 - 16 tháng 7 năm 1979), là một ca sĩ người Anh và là một trong những nhân vật chính trong việc phổ biến sự trở lại của giọng phản nam cao (countertenor) giọng trong âm nhạc Phục hưng và nhạc Baroque trong thế kỷ 20.
Thỉnh thoảng ông được gọi là "cha đỡ đầu của countertenor". Phong cách của anh khi hát lute song, với việc sử dụng rộng rãi rubato và trang trí mở rộng, được coi là triệt để và gây tranh cãi trong thời đại của mình nhưng bây giờ được coi là chuẩn mực.
Deller là một nhân vật có ảnh hưởng trong thời phục hưng của nhạc sớm: người đề xướng sớm "hiệu suất nhạc cụ gốc" và là một trong những người đầu tiên đưa hình thức này đến ý thức phổ biến thông qua các chương trình phát sóng của ông trên BBC. Ông cũng thành lập Stour Music Festival vào năm 1962, một trong những lễ hội âm nhạc đầu tiên và quan trọng nhất trên thế giới.